# スカイ・スウィートナム

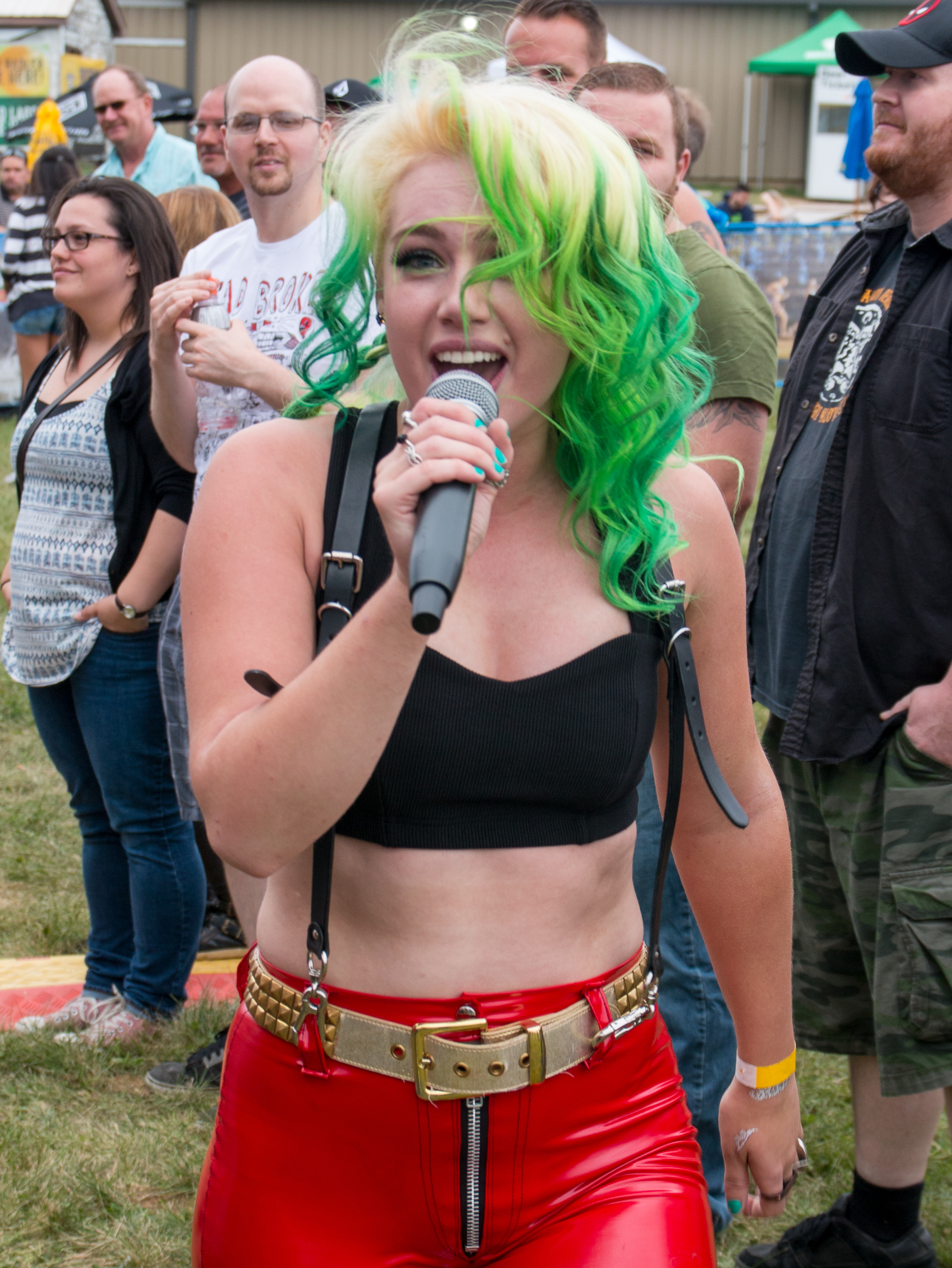
Sweetnam (2015)

スカイ・スウィートナム（Skye Sweetnam、本名：スカイ・アレクサンドラ・スウィートナム（Skye Alexandra Sweetnam）、1988年5月5日 - ）は Girls Rock'n Popを標榜するカナダ出身のシンガーソングライターである。

## 生い立ち
オンタリオ州ボルトンという人口約1万5千人ほどの小さな町で生まれ育った。
名前の由来はスコットランドにあるスカイ島から。
9歳の時から作曲活動をし始め、祖母が通っていた美容室でデモテープを流していたところ、 そこにいたお客が気に入り、知り合いの若手音楽プロデューサーのジェームズ・ロバートソン（当時21歳）をスカイに紹介することとなった。それからは彼の家の地下室にこもって作曲活動に取りかかり、14歳の時にキャピタルレコードと契約する。
彼女は単なる若手シンガーソングライターというわけではなく、プロモーションビデオを自分で撮ったり、服を自作したりと幅広い創造性の持ち主でもあり、楽曲の中にもホラー映画から影響を受けたものがあったりと多分に彼女の独特なセンスが表れている。
2003年にシングル「Billy.S」でデビュー。 この曲が映画「How To Deal」に使われ、また、ブリトニー・スピアーズのツアーの前座に抜擢されるなどして徐々に名が知れ渡ることになる。
そして2004年にアルバム「Noise From The Basement」をリリース。タイトルはロバートソン家の地下室で作曲活動したことに由来する。
2006年、メキシコの歌手Belinda(1989年8月15日生まれ)に自身の未発表曲を提供。スペイン語に翻訳され「Quien Es Feliz?」という曲として彼女の2ndアルバム「Utopia」に収録されている。

## ディスコグラフィ

### シングル
- 「Billy.S」（2003年）
- 「Tangled Up In Me」

### アルバム
- 「Noise From The Basement」（2004年）
- 「Noise From The Basement(Special Edition)」（2005年）
- 「Sound Soldier」（2007年）

2008年2月14日に日本盤発売

### アルバムボーナストラック
- Noise From The Basement日本盤には「Imaginary Superstar」が追加収録。
- Sound Soldier日本盤には「Girl Like Me」が追加収録。
- 日本盤Special Editionには「Imaginary Superstar」、「Tidal Wave」、「Sugar Guitar」、「Split Personality」が追加収録され、さらに「Shattered」を含むDVDが追加された。
- 韓国盤には「Superstar」を含むDVDが追加された。

「Superstar」は台湾の女性3人グループS.H.Eの代表的な曲のカバーである。なお、S.H.Eの「Superstar」を制作したスウィートボックスが同曲をセルフカバーして「Chyna Girl」を発表した。

## アルバム未収録曲

### シングルより
- "Wild World" - from "Billy S."
- "Too Late" - from "Tangled Up In Me"
- "Tidal Wave"- from "Tangled Up In Me"

### ディズニーコンピレーションアルバムより
- "Just The Way I Am" - from "Radio Disney Jams Vol.8"
- "Part of Your World" - from "Disneymania 3"
- "Part of Your World(C-Girl Rock Remix)" - from "Wow! Disney Remix Mania"
- "Cuella De Vil" - from "Disneymania 4"(ボーナストラック)
- "Why Doesn't Santa Like Me?" - from "Radio Disney Jingle Jams"（日本版は"Disney Mania Presents Wow!クリスマス"）

### Barbie Diariesより
- "Girl Most Likely To"
- "Note To Self"
- "This Is Me"
- "Real Life"

### その他
- "Above Me"
- "Awakening"
- "Boyhunter(Simlish ver.)"
- "Candy Guitar"
- "Everytime I Thought About Love"
- "Fly By The Wayside" - from "the television adaptation of Sideways Stories From Wayside School"
- "Give It Time"
- "I've Been There Too"
- "Just A Girl"
- "Me Against The World"
- "My Brand New Life"
- "Number One(Alternate Mix)"
- "Radio Free Roscoe Theme"
- "Sugar Guitar" - from "LOVE for NANA～Only 1 Tribute～"
- "Girl Like Me"(Sound Soldier日本盤のボーナストラックに収録)
- "Shattered"
- "Where I Want To Be feat. Skye Sweetnam" - from (JUN SENOUE - THE WORKS)
- "Lava Rock"- from (Girls Make The World Go 'Round - SEGA Vocal Traxx -)